# Белое озеро (Москва)
Бе́лое озеро — озеро в восточном административном округе Москвы, в районе Косино-Ухтомском. С 2006 года является частью территории природно-исторического парка «Косинский». С близлежащими озёрами составляет Косинское трехозёрье.

## Описание
Белое озеро — самое крупное в Косинском озёрном комплексе. Имеет овальную форму, площадь водного зеркала составляет 27,5 га. Ширина между противоположными берегами — 710 и 530 метров. Максимальная глубина — 19 метров, средняя — 4,5 метра. Название озера произошло от характеристики воды. Это неглубокий, хорошо прогреваемый эвтрофный водоём; вода прозрачная, дно песчаное, местами покрыто илом. Питание озера происходит за счёт грунтовых и поверхностных вод. Также в его юго-западной части имеется сток, который соединяется со стоком Чёрного озера. Берега пологие, сухие, почти на всех имеется сельская застройка. С восточной стороны находится храмовый комплекс и каменное здание Косинской фабрики.
Озеро расположено в бассейне реки Нищенки. Сток проходит через Косинский ручей, далее через Пономарку и Нищенку. С северо-западной стороны водоём соединён протокой с Чёрным озером. Медленный водообмен связан с маловодностью протоки, которая периодически высыхает летом. Озеро отрезано от Кузьминских прудов жилым комплексом Жулебино, также от Ухтомской и Кожуховской водных систем — коллектором, который перекрывает артезианские скважины. В 1950 году, в период добычи торфа, между Белым и Чёрным озёрами прорыли искусственный водоём, в результате чего они находятся на одном уровне.

## Происхождение
Озеро имеет шесть стадий развития, которые соотносятся с определёнными периодами голоцена. Существует две версии происхождения Косинского трехозёрья — ледниковое (этой версии придерживаются официально) и карстовое. По форме ложа озеро напоминает воронку, это одна из причин, по которой ученые предполагают карстово-суффозионное происхождение. В настоящее время механизм возникновения Косинских озёр достоверно не выяснен.

## История
Впервые водоем упоминается в завещании князя Владимира Серпуховского, которое датируется началом XV века. В конце XVII века на берегу озера Пётр Алексеевич поставил судостроительную верфь, на которой начал сплавлять первые фрегаты. Весь «потешный флот», созданный Петром, позже перенесли из Косина на Плещеево в Переславль-Залесский.
Профессор Григорий Александрович Кожевников в 1908 году основал на берегу биологическую станцию для изучения гидробиологии озёр. Результаты исследований с 1924 года ежегодно публиковались на русском и немецком языках. Годом ранее постановлением СНК РСФСР эта территория была включена в Косинский заповедник. Благодаря микробиологу Сергею Кузнецову данные о Косинских озёрах были включены в мировые справочники. Но после смерти Кожевникова в 1933 году природоохранная деятельность в стране начала ослабевать, Косинский заповедник упразднили, а в феврале 1941 года закрыли биостанцию. С этого времени началась экологическая трагедия Косинских озёр.
Надпись на памятном камне на берегу Белого озера:
В первой половине XX века уникальную природу Трехозёрья изучали на созданной здесь Биологической станции Московского общества испытателей природы
В 1985 году был организован клуб защитников природы — «Экополис-Косино». Благодаря его сотрудникам в марте 1994 года при взаимодействии с итальянским экологическим клубом «Падуя» Косинскую территорию включили в список всемирного наследия ЮНЕСКО (позднее утратила свой статус). В 2006 году Постановлением Правительства Москвы был основан «Природно-исторический парк „Косинский“», в состав которого также вошло Белое озеро.

## Научные исследования
В 1908 году для систематического изучения флоры и фауны водоёмов и определения этапов истории развития на берегу Белого озера была открыта Косинская биологическая станция (летняя станция Московского общества любителей аквариума и комнатных растений), где впервые начались исследования, связанные с эвтрофированием озёр. На станции были сделаны многие научные открытия: Георгий Винберг разработал способ определения продукционно-деструкционных процессов, Виктор Сергеевич Ивлев выдвинул идея энергетического подхода при изучении трофических связей, которую впоследствии использовал Сергей Кузнецов при изучении микробиологических процессов, баланса азота и фосфора в озёрах, а также Сергей Николаевич Дуплаков использовал сукцессионный подход при изучении обрастаний. Базу посещали океанолог Лев Зенкевич, гидробиолог Сергей Зернов, микробиолог и эколог Георгий Гаузе и многие другие учёные. Исследования на Косинских озёрах проводились в содружестве с биологом Николаем Кольцовым и гидробиологом Сергеем Скадовским.
Исследования российских лимнологов того времени опережали работы зарубежных коллег. В Университете штата Висконсин (США) лекции по лимнологии читаются по трудам Косинской биологической станции, в библиотеках Берлина, Хельсинки, Стокгольма имеется библиография по материалам изучения Косинских озёр. В настоящее время на Белом озере проводятся орнитологические, ботанические, геологические и гидрологические исследования.

## Экология
Водоём регулярно загрязняется из-за посыпания солью в зимнее время МКАД, также из-за ловли рыбы и устройства на льду «домиков» рыболовов. Мусор в озёрные воды попадает из многочисленных свалок на территории Косинского района: у Чёрного озера, в Кожухове, в Рудневе, мусор для засыпки коллектора, котлованной застройки высотных зданий. Так как озеро находится в черте города, в него поступают ливневые стоки с огородов жителей, территории фабрики, что повышает содержание биогенных веществ, и способствуют эвтрофированию, из-за чего в воде наблюдается недостаток кислорода. В зимнее время без принудительной аэрации может происходить вымирание рыбы.

## Флора и фауна
В озёрной воде встречаются: аир, тростник, два вида камыша — озёрный и укореняющийся, повой вздутый, череда облиственная, зюзник европейский, кипрей волосистый и элодея канадская. Водоем окружают ракита, дубы (до 90 см в диаметре ствола), чёрная ольха, тополя гибридного происхождения. На территории храмового комплекса высажены западные туи, голубые ели, лесные сосны, ясень пенсильванский и роза морщинистая.
Из водоплавающих и околоводных птиц встречается кряква, речная крачка, сизая чайка, хохлатая чернеть, красноголовый нырок, варакушка, камышовая овсянка, желтоголовая трясогузка, речной сверчок, соловьи, садовая славка, камышевка-барсучок, черношейная поганка и камышница. Осенью прилетают лебеди-кликуны, серощёкая поганка, серый гусь, шилохвость, широконоска. В 2016 году в озере стали селиться раки. В 2018 году экологи заметили ондатру.
Зоны водоёма справа от церкви и у протоки являются нерестовыми. Из рыб в озере встречаются карп, серебряный карась, лещ, белый амур, окунь, щука, верховка, плотва, жерех, судак, сом и налим. Также можно встретить виды, занесенные в Красную книгу города Москвы — линь и ёрш обыкновенный. На зарыбление выпускали стерлядь, судака, леща, карпа, серебряного карася, щуку, угря и форель.

## Досуг
На берегу озера приспособлен песчаный пляж для купания, действует пункт проката лодок, детский морской клуб, дом рыбака и спасательная станция МЧС с собаками-спасателями. Также есть специально выделенные зоны для рыбалки и пикника с мангалами, беседками, урнами, лавками и столами.
В 2016 году на Белом озере впервые проходили воркаут-соревнования за Кубок Work Hard Out. Рядом с озером проводятся праздники, например День Военно-Морского Флота, а также фестивали, как День Нептуна, которые сопровождаются анимационной программой, спортивными состязаниями, водными аттракционами, конкурсами и викторинами
. Ежегодно Косинский морской клуб спускает ботик Петра I и утраивает театрализованное представление.
В 2019 году построили мост между Белым и Чёрным озерами. Новый мост был построен взамен старого узкого моста по просьбе местных жителей.
Зимой в озере организуют проруби для крещенских купаний, с пунктами переодевания и обогрева.
Зоны отдыха вокруг озера обрабатывают от клещей.

## Как добраться
- От станции метро «Выхино» на любой маршрутке или автобусе, которые проходят Косино.
- Пешком от железнодорожной станции Косино.
- На автомобиле до стоянки у спортбазы ФК «Локомотив» и пляжа Белого озера.